# Gäddtjärnen (Anundsjö socken, Ångermanland, 706944-162227)
Gäddtjärnen är en sjö i Örnsköldsviks kommun i Ångermanland och ingår i Gideälvens huvudavrinningsområde. Gäddtjärnen ligger i Hemlingsån Natura 2000-område.